# Цветът на хамелеона
„Цветът на хамелеона“ е българо-словенски трилър от 2012 година с участието на Рушен Видинлиев, Ирена Милянкова, Руси Чанев, Самуел Финци, Деян Донков, Христо Гърбов и Николай Урумов. От режисьора Емил Христов. Лентата е екранизация по българския роман „Цинкограф“ на Владислав Тодоров.

## Сюжет
Внимание:  Текстът по-долу разкрива сюжета на произведението (или части от него)!
„Цветът на хамелеона“ е черна комедия-трилър, чието действие ни отвежда в страна, много напомняща за България по времето на нежните революции в Източна Европа. Маниакален конспиратор (Руши Видинлиев) създава свой фантомен отдел на тайните служби със собствена агентура и документация. Архивът на „частното“ ДС става пружина на напрегнат сюжет с трагикомични обрати, докато мистериозният му създател се опитва да „ужили“ МВР. Това е една история без невинни, заплела в сложна мрежа интригантстващи интелектуалци и философстващи ченгета.

## Актьорски състав
- Рушен Видинлиев – Батко Стаменов – „Марципан“ / Танчо Данчев
- Ирена Милянкова – момичето от филмотечното кино
- Руси Чанев – капитан Валентин Мляков – „Чисти ръце“
- Самуел Финци – писателят Иван Чамов
- Деян Донков – Кокалов „Горещо сърце“
- Светла Янчева – Кирилка „Кира“ Георгиева, майката на Батко
- Василена Гешкова – Диана Манолова, председателката на парламента
- Христо Гърбов – министърът
- Касиел Ноа Ашер – Радостина Полянска, посланичката във Вашингтон
- Михаил Мутафов – Ецера
- Йорданка Йонева – хазяйката Стефана Трибаджакова
- Николай Урумов – педагог
- Михаил Билалов – Алеко Полянски
- Лъчезар Кацарски – Сомов
- Леонид Йофчев – Мочуров
- Лилия Абаджиева – Правда Чернева
- Ани Михайлова – Ралица Пламенова
- Тодор Димитров – Дъбов
- Павлин Димитров – Дъбов – син
- Валентин Гоцев – Лазар Спиров, огняря
- Денис Андреев – Батко като момченце
- Любомир Делев – военен лекар
- Евгени Будинов – репортер
- Мартина Шопова-Кадинова – репортерка
- Цветан Тодоров – Кльомбата
- Ангел Ангелов – патоанатомът
- Веселина Конакчийска – сестра в болницата
- Марий Росен – сервитьор в „Чекпойнт Чарли“
- Анна Андреева – гримьорката
- Христина Вескова – чистачка в архива на МВР
- Иван Абаджиев – мъж в дъжда
- Владислав Тодоров – шофьорът на лимузина
- Хъмфри Богарт (архивни кадри) – Рик Блейн от „Казабланка“
- Ингрид Бергман (архивни кадри) – Eлза Лънд от „Казабланка“

## Награди
- Награда за най-добър пълнометражен филм на фестивала „Златна роза“ (Варна, 2012).[1]
- Награда за операторско майсторство на фестивала „Златна роза“ (Варна, 2012) – за Крум Родригес.
- Награда на акредитираните журналисти на фестивала „Златна роза“ (Варна, 2012).